# Ploke
Ploke är en  retorisk stilfigur i vilken det förekommer en exakt upprepning av ett eller flera ord. Upprepningen kan ske i direkt följd alternativt i nästkommande mening.

## Användningsområden
De viktigaste funktionerna hos ploke handlar om att betona vikten av det som förmedlas i upprepningen. De kan även användas för att skapa en retorisk effekt och göra texten mer levande för publiken. I och med att ploke enbart indikerar en upprepning av ett eller flera ord utesluter det inte att fler stilfigurer används på samma gång. 
“Sommar blev höst. Höst blev vinter” 
Inte nog med att det i exemplet förekommer stilfiguren ploke, det finns även en anadiplos i och med att upprepningen binder ihop satserna. Ploke begränsar inte möjligheten för fler stilfigurer utan kan i viss mån fungera som ett samlingsbegrepp för stilfigurer där upprepning förekommer. 
Stilfigurer såsom ploke är vanligt förekommande i den höga stilen och även i viss utsträckning i mellan stilen.